# Ȟ
Ȟ, ȟ（帶倒折音符的h）是一個很少使用的字母，目前只在某些芬蘭羅姆語中使用。
|                                                        |
| Ȟ in the fonts Code2000, Sylfaen, Pragmatika Esperanto |
這個字母從 Unicode 3.0.0 開始被收錄，而且未有任何其他編碼系統有收錄過這個字母。